# Proto Man
Proto Man, conhecido no Japão como Blues (japonês: ブルース, Hepburn: Burūsu), é um personagem ficcional da série de jogos da Capcom Mega Man. Proto Man apareceu pela primeira vez em 1990 no jogo Mega Man 3 como um mini-chefe enfrentado periodicamente ao longo das fases, e era chamado como Break Man (cuja aparência era bastante similar a um Sniper Joe, inimigo recorrente na maioria dos jogos da franquia). Na conclusão de Mega Man 3, é revelado que o real nome de Break Man é Proto Man, e é o irmão mais velho de Mega Man. Considerado um personagem popular e bastante importante para a franquia, Proto Man apareceu na grande maioria dos jogos de Mega Man, sendo jogável em algumas poucas.

## Criação e desenvolvimento
Segundo Keiji Inafune, durante a época do desenvolvimento de Mega Man 3, ele e sua equipe queriam que "as pessoas não tivessem certeza se Proto Man era um amigo ou um inimigo. De um lado, ele pareceria um rival para Mega Man, mas ao mesmo tempo seria visto como um companheiro". As muitas inspirações em animes e tokusatsus serviram como influência para suas características, entre elas o seu assovio de assinatura, sendo uma referência a melodia de guitarra tocada pelo protagonista Jiro, da série de TV japonesa dos anos 70 Android Kikaider. Além disso, a equipe de design queria que o personagem estivesse de cabelo solto, porém acabaram por optar por usar o capacete característico que conhecemos nos dias de hoje. No Japão, seu nome faz referência ao gênero musical do blues, porém isso foi alterado pela Capcom norte-americana por ser mais consistente com a localização em inglês dos jogos de Mega Man, mesmo com os protestos de Inafune sobre o caso.

## História
Proto Man foi o primeiro projeto de Dr. Thomas Light de um robô com autoconsciência, superando suas expectativas. Um dia, Light descobriu que o robô protótipo havia um problema severo no seu sistema de alimentação e, temendo que este reparo pudesse afetar na sua personalidade, Proto Man acaba fugindo do laboratório do cientista e fica vagando pelo mundo por um bom tempo. Antes que seus sistemas parassem de funcionar por completo devido a esta falha, acaba sendo encontrado por Dr. Wily, que o conserta e o transforma em um robô de combate, dando seu escudo característico, o Proto Shield. Com o sumiço de seu protótipo, Dr. Light aprimorou seu projeto e corrigiu as falhas que Proto Man possuía, o que resultou na criação de Rock e Roll, para ajudá-lo nos serviços domésticos, e em seis robôs destinados a servir a humanidade.